# East Midlands
East Midlands là một trong chín vùng chính thức cấp một tại Anh nhằm phục vụ mục đích thống kê. Đây là phần phía đông của Midlands (miền trung Anh), gồm các hạt Derbyshire, Leicestershire, Lincolnshire (ngoại trừ North và North East Lincolnshire), Northamptonshire, Nottinghamshire và Rutland.
Vùng có diện tích 15.627 km², có trên 4,5 triệu dân vào năm 2011. Các trung tâm đô thị chủ yếu trong vùng là Derby, Leicester, Northampton và Nottingham; các trung tâm lớn khác là Boston, Chesterfield, Corby, Grantham, Hinckley, Kettering, Lincoln, Loughborough, Mansfield và Wellingborough. Sân bay chính của vùng là sân bay East Midlands nằm cách ≤20 km tính từ Ashby, Derby, Ilkeston, Loughborough và Nottingham.
Đỉnh cao nhất trong vùng là Kinder Scout với 636 m, thuộc Peak District ở phía nam dãy Pennine. Một vùng cao khác có độ cao từ 95 đến 280 m, trồi lên và xung quanh Charnwood Forest phía bắc Leicester, và tại Lincolnshire Wolds. Các sông chính trong vùng là Nene, Soar, Trent và Welland, chảy theo hướng đông bắc hướng đến Humber và the Wash.
| Bản đồ                  | Hạt nghi lễ         | Hạt hành chính /nhất thể | Huyện |
| ----------------------- | ------------------- | --- | --- |
|                         | Derbyshire          | 1. Derbyshire | a) High Peak, b) Derbyshire Dales, c) South Derbyshire, d) Erewash, e) Amber Valley, f) North East Derbyshire, g) Chesterfield, h) Bolsover |
| 2. Derby U.A.           | Derbyshire          | | |
| Nottinghamshire         | 3. Nottinghamshire  | a) Rushcliffe, b) Broxtowe, c) Ashfield, d) Gedling, e) Newark and Sherwood, f) Mansfield, g) Bassetlaw                        | |
| Nottinghamshire         | 4. Nottingham U.A.  | | |
| Lincolnshire (một phần) | 5. Lincolnshire     | a) Lincoln, b) North Kesteven, c) South Kesteven, d) South Holland, e) Boston, f) East Lindsey, g) West Lindsey                | |
| Leicestershire          | 6. Leicestershire   | a) Charnwood, b) Melton, c) Harborough, d) Oadby and Wigston, e) Blaby, f) Hinckley and Bosworth, g) North West Leicestershire | |
| Leicestershire          | 7. Leicester U.A.   | | |
| 8. Rutland              |                     | | |
| 9. Northamptonshire     | 9. Northamptonshire | a) South Northamptonshire, b) Northampton, c) Daventry, d) Wellingborough, e) Kettering, f) Corby, g) East Northamptonshire    | |